# 1767 en arts plastiques
| Années des arts plastiques : 1764 - 1765 - 1766 - 1767 - 1768 - 1769 - 1770    |
| Décennies des arts plastiques : 1730 - 1740 - 1750 - 1760 - 1770 - 1780 - 1790 |

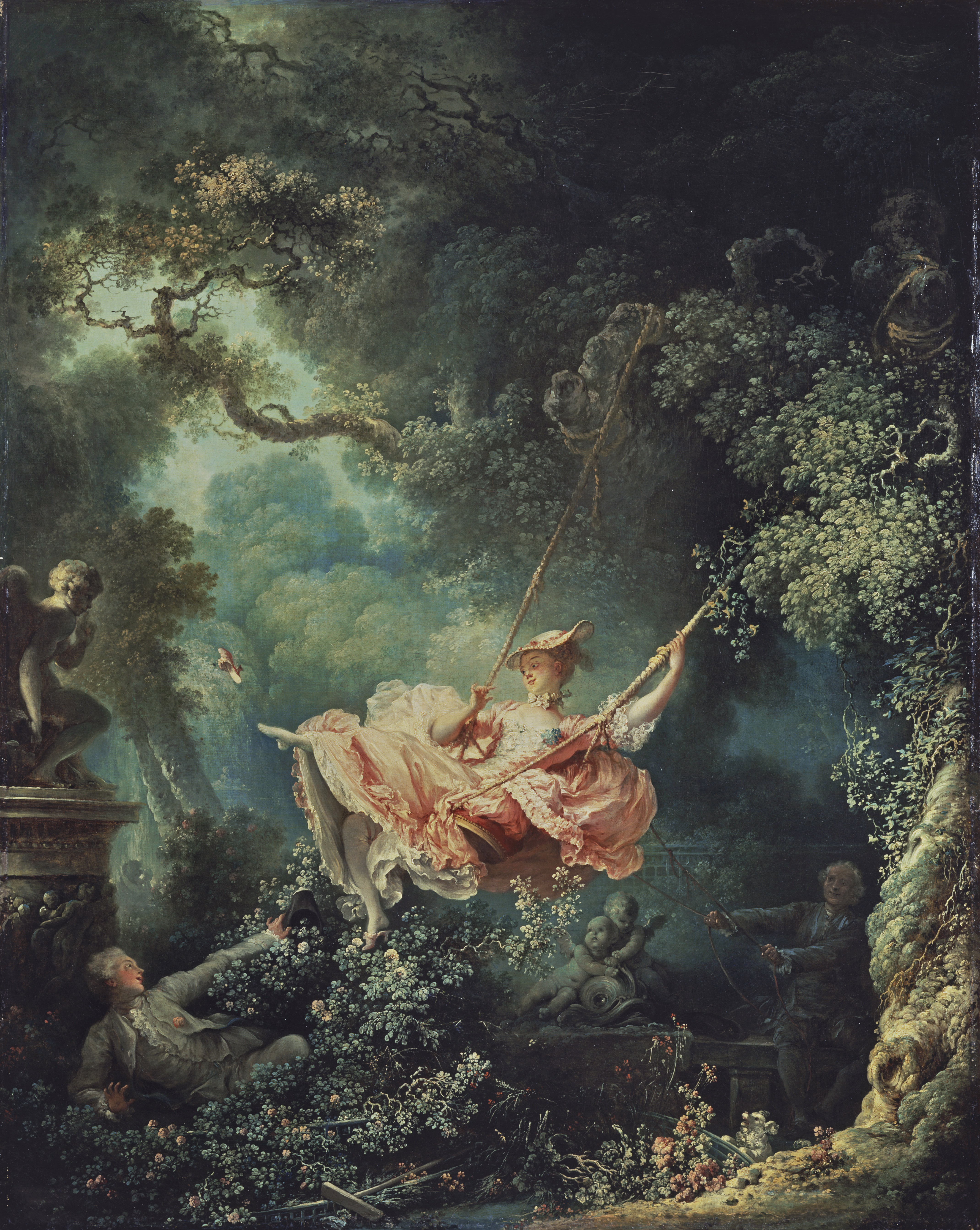
Les Hasards heureux de l'escarpolette, de Fragonard.

Cette page concerne l'année 1767 en arts plastiques.

## Œuvres
- Les Attributs de la musique, deux tableaux de Chardin (musée du Louvre).
- Baigneuse, sculpture de Christophe-Gabriel Allegrain (musée du Louvre).

## Naissances
- 5 janvier : Anne-Louis Girodet, peintre et graveur français († 9 décembre 1824),
- 29 mars : Alexander Macco, peintre allemand († 24 juillet 1849),
- 4 avril : Constance-Marie Charpentier,  peintre française († 3 août 1849),
- 10 avril : William Alexander, peintre, illustrateur et graveur anglais († 23 juillet 1816),
- 11 avril : Jean-Baptiste Isabey, peintre français († 18 avril 1855),
- 5 juin : Constant Bourgeois, peintre, lithographe, dessinateur et graveur français († 26 juin 1841),
- 27 juillet : Johann Dominik Bossi, peintre italien († 7 novembre 1853),
- 12 septembre : Nicolaas Baur, peintre néerlandais († 28 mars 1820),
- 30 septembre : Jean Baptiste Genty, peintre français († 1824),
- 19 octobre : Henri-François Riesener, peintre français († 7 février 1828),
- 9 novembre : Jean-Baptiste Peytavin, peintre d'histoire et de compositions religieuses français († 23 février 1855),
- ? :
  - Edme Bovinet, graveur français († 1832),
  - Jeanne-Philiberte Ledoux, peintre française († 12 octobre 1840),
  - Jean-Joseph Patu de Rosemont, peintre français († 11 juillet 1818),
  - Jean-Baptiste Réville, graveur, peintre et dessinateur français († 1825),
  - Nanine Vallain, peintre française († 5 août 1815).

## Décès
- 9 février : Hubert Drouais, peintre français (° 5 mai 1699),
- 10 avril : Johann Elias Ridinger, peintre, graveur, dessinateur et éditeur allemand (° 16 février 1698),
- 12 avril : François-Alexandre Abeets, sculpteur belge (° 21 septembre 1727),
- 17 août : Gaspare Diziani, peintre rococo italien (° 1689),
- 28 août : Giacomo Ceruti, peintre baroque italien (° 13 octobre 1698),
- 11 novembre : Clemente Ruta, peintre italien (° 9 mai 1685),
- ? : Giovanni Battista Pittoni, peintre rococo italien (° 1687).